# Toi, vieux
Toi, vieux est un court métrage français réalisé par Pierre Coré et Michael Mitz, sorti en 2004.

## Synopsis
Un jeune couple, Jérémie et Elina, dans une gare attend un train, lorsqu'un homme plus âgé vient à leur rencontre. Cet homme prétend être le jeune homme devenu vieux, il est là pour le prévenir et l'empêcher de commettre les mêmes erreurs...

## Fiche technique
- Titre : Toi, vieux
- Réalisation : Pierre Coré et Michael Mitz
- Scénario : Pierre Coré
- Photographie : Daniel Banon
- Production : Eric Merveille
- Musique : Kristov Braque et Jérôme Destours (chanson : Marie Marie)
- Montage : Thierry Bréant
- Société de Production : Les temps changent, avec la participation de France 2
- Pays d'origine :  France
- Durée : 10 min

## Distribution
- Jérémie Renier : Jérémie
- François Berléand : l'inconnu qui prétend être Jérémie venu du futur
- Élodie Bouchez : Elina
- Amira Casar (apparition non créditée)
- Nicole Garcia (voix ; non créditée)[1]